# Cappella
Cappella é um grupo musical italiano de eurodance formado em 1987 pelo produtor Gianfranco Bortolotti. O grupo passou por uma série de mudanças na formação ao longo dos anos, mas teve maior sucesso no início dos anos 1990, quando foi liderado pelos artistas britânicos Kelly Overett e Rodney Bishop. Seu maior sucesso foi "U Got 2 Let the Music", que alcançou o segundo lugar na UK Singles Chart em 1993.

## Discografia

### Álbuns de estúdio
- 1989: Helyom Halib
- 1994: U Got 2 Know
- 1996: War in Heaven
- 1998: Cappella